# 산토도밍고 지하철

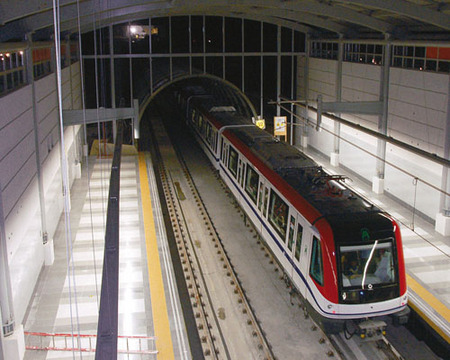
산토도밍고 지하철

산토도밍고 지하철(스페인어: Metro de Santo Domingo)은 도미니카 공화국의 수도 산토도밍고에서 운영되는 지하철 시스템이다. 노선 길이와 역 수로 볼 때 카리브해와 중앙 아메리카 지역에서 가장 광범위한 지하철 시스템이다. 2009년 1월 30일에 운행을 시작했다.

## 역사
첫 번째 노선은 2008년 2월 27일에 비공식적으로 개통되었다. 2008년 12월 22일에 지하철 시스템의 비상업적 운영이 시작되어 크리스마스 시즌 동안 대중에게 무료로 운영했다. 지하철은 2009년 1월 30일에 상업적으로 개통되기 전 마지막 손질을 위해 2009년 1월 6일에 폐쇄되었다.
1호선 개통 직후 도미니카 공화국에서 대선이 치러졌다. 레오넬 페르난데스 대통령은 집권했고 산토도밍고 전역에 지하철 확장을 계속하겠다고 공략했다. 2009년 중반에 2호선 공사가 시작되어 2013년 4월 1일에 개통했다. 2호선 확장에 대한 승인은 2014년 1월에 내려졌고, 공사는 2014년 4월 1일에 시작되었다.